# Zyginidia mocsaryi
Zyginidia mocsaryi är en insektsart som först beskrevs av Horvath 1910.  Zyginidia mocsaryi ingår i släktet Zyginidia och familjen dvärgstritar. Arten är reproducerande i Sverige. Inga underarter finns listade i Catalogue of Life.